# Alma ranchera
Alma ranchera es el título del último álbum de estudio grabado por la cantante española Rocío Dúrcal. Fue lanzado al mercado bajo el sello discográfico BMG U.S. Latin el 14 de septiembre de 2004. Después de 7 años sin grabar un disco de género ranchero Dúrcal decidió realizar un homenaje al género ranchero. Fueron seleccionados 11 temas conocidos de reconocidos compositores de la música ranchera y un tema inédito titulado "Vete a volar" compuesto por Jaime Flores, Luis Carlos Monroy y Raúl Ornelas. De este álbum no se realizó gira promocional, ya que poco después de su lanzamiento al mercado, a la artista le fue detectado un cáncer pulmonar y por lo tanto debió someterse a tratamiento médico. El disco recibió una nominación para el Premio Grammy Latino al Mejor Álbum de Música Regional Ranchera en la 6°. edición anual de los Premios Grammy Latino celebrada el jueves 3 de noviembre de 2005. Pero perdió contra México en la piel de Luis Miguel

## Lista de canciones
| Alma ranchera |                            |                                                  |          |  |
| N.º           | Título                     | Escritor(es)                                     | Duración |  |
| 1.            | «Un mundo raro»            | José Alfredo Jiménez                             | 3:38     |  |
| 2.            | «Si Dios me quita la vida» | Luis Demetrio Traconis                           | 3:12     |  |
| 3.            | «Cucurrucucú paloma»       | Tomás Mendez Sosa                                | 4:29     |  |
| 4.            | «Fallaste corazón»         | Cuco Sánchez                                     | 3:34     |  |
| 5.            | «Sufro tu ausencia»        | Juan Neri                                        | 3:05     |  |
| 6.            | «Fiesta en el corazón»     | Alberto Cervantes · Rubén Fuentes                | 2:16     |  |
| 7.            | «Amanecí en tus brazos»    | José Alfredo Jiménez                             | 3:43     |  |
| 8.            | «Échame a mí la culpa»     | José Ángel Espinoza "Ferrusquilla"               | 2:51     |  |
| 9.            | «La media vuelta»          | José Alfredo Jiménez                             | 2:42     |  |
| 10.           | «Esta tristeza mía»        | Antonio Valdez Herrera                           | 2:52     |  |
| 11.           | «Te parto el alma»         | Cuco Sánchez                                     | 3:16     |  |
| 12.           | «Vete a volar»             | Jaime Flores · Luis Carlos Monroy · Raúl Ornelas | 3:22     |  |
| 39:07         |                            |                                                  |          |  |

## Premios obtenidos
- Premios Grammy Latinos

| Año  | Álbum         | Categoría                                 | Resultado |
| ---- | ------------- | ----------------------------------------- | --------- |
| 2005 | Alma ranchera | "Mejor Álbum De Música Regional Mexicana" | Nominado  |

## Músicos
- Rocío Dúrcal: Voz.
- Grupo "Esto Es México": Coros de mariachi.
- Claudia Angélica y Alazán: Coros.
- Ariadne Gobera: Coros.
- Jair Alcalá: Acordeón.
- Lupe Alfaro: Vihuela.
- Carlos Cabral, "Junior": Guitarra solista y teclados.
- Dave Rivera: Guitarrón.
- Paco Rosas: Guitarra acústica y arreglos.
- Fernando de Santiago: Voz, guitarra rítmica, vihuela, coros y arreglos.
- Marco Antonio Santiago: Guitarra.
- Javier Serrano: Trompeta y Bugle.
- Moisés Tlaxcaltécatl: Flauta.